# Forte Duque de Bragança
O Forte Duque de Bragança localiza-se no ilhéu de Sal-Rei, fronteiro à baía do porto da vila de Sal Rei, na costa noroeste da Ilha da Boa Vista, em Cabo Verde.

## História
Em posição dominante sobre este trecho da costa, constituiu-se em um forte destinado à defesa deste ancoradouro contra os ataques de piratas e corsários, frequentes nesta região do Oceano Atlântico.
Por aqui a ilha exportava sal, pastel, algodão, gado, cal e cerâmica. Devido a essa riqueza, a ilha foi saqueada entre 1815 e 1817, o que conduziu à construção do forte em 1820.
Atualmente em ruínas, foi objeto de trabalhos de prospecção arqueológica pela Universidade de Cambridge.